# Završe pri Grobelnem
Završe pri Grobelnem je naselje v Občini Šmarje pri Jelšah.